# Roger de Poulpiquet du Halgouët
Pour les autres membres de la famille, voir Famille de Poulpiquet.
Roger Marie de Poulpiquet du Halgouët, né le 30 avril 1911 à Paris et décédé le 22 juillet 1971 à Saint-Just, est un homme politique français. Propriétaire exploitant de profession, il est élu sénateur le 26 avril 1959.

## Vie politique
Roger de Poulpiquet du Halgouët fut sénateur d'Ille-et-Vilaine, membre du Groupe de l'Union pour la nouvelle République et secrétaire du Sénat. Il était membre de la commission des affaires économiques.
Il est élu pour un premier mandat le 26 avril 1959 et réélu le 23 septembre 1962 pour un second mandat. Il meurt à deux mois de la fin de son second mandat le 22 juillet 1971. Son suppléant Paul Porteu de la Morandière lui succède du 23 juillet 1971 au 25 septembre 1971.

## Biographie
La famille du vicomte Roger de Poulpiquet du Halgouët appartient à la noblesse bretonne, son origine remonte à 1240. La région de Redon, au sud du département d'Ille-et-Vilaine, est sa terre d'élection. Le baron Théodore de Gargan et son épouse Marguerite de Wendel sont les arrière-grands-parents de Roger du Halgouët qui cousine par ce couple avec la maréchale Leclerc.
Sous la IIIe République, la famille du futur sénateur acquiert plusieurs mandats électifs en Ille-et-Vilaine. Après être sorti de l'École polytechnique et avoir servi dans l'artillerie, son grand-père Maurice devient maire de Renac puis conseiller général et député de la circonscription de Redon de 1895 à sa mort en 1919. Le fils de ce dernier, Yves, est élu maire de Saint-Just en 1912. Il est tué au Mont-Blond le 30 avril 1917 alors qu'il était capitaine adjudant-major au 70e régiment d'infanterie.

## Mandats électoraux
- Maire de Saint-Just de 1936 à 1971.
- Conseiller général d'Ille-et-Vilaine (canton de Pipriac) de 1954 à 1971.
- Sénateur d'Ille-et-Vilaine de 1959 à 1971.